# Zlatko Krešić
Zlatko Jimmy Krešić (Tuzla), hrv. bh. skladatelj, glazbeni aranžer i klavirist. Sklada glazbu za filmove, druge umjetnike, reklame, videoigre i nastupe uživo. Živi i radi u Augsburgu (Njemačka).

## Životopis
Rodio se u Tuzli. Kao dijete primljen u glazbenu školu. Učio je svirati klavir, glazbenu teoriju i rad sa zborom. Više od 20 godina nastupao uživo na pozornici s raznim bendovima. 1990-ih se vratio skladanju za televizijske i radijske reklame i stvaranje glazbe za sastave.
1992. godine preselio je u Njemačku u Regensburg. Surađivao s poznatim svjetskim glazbenim imenima kao Midge Ure (Ultravox), Vilko Zanki (Kangaroo Digital Audio), Steve Lukather (ToTo) i mnogi drugi. Na mnogim zapisima svjetski poznatih djela može se čuti Krešićeve klavirske aranžmane i svirku, poput albuma The Rootsa i dr. Zadnjih osam godina je glabeni direktor njemačke tvrtke AUDI, gdje pravi glazbu i dizajnira zvuk za Audi Commercial i Product Shows, organizira glazbena zbivanja uživo za Audi, sa svojim sastavom BANDit3+.
BANDit3+ je suvremena mješavina izvedbi Live-Music i All-Time-Favourites izvedbi. BANDit3+ Show ima repertoar u kojem je dance, pop, rock, jazz i acoustic-dinner.
Uz sve to Krešić je skladatelj, aranžer i klavirist u poznatom rock projektu, crossoveru Rock Meets Classic (RMC), gdje uživo sviraju simbiozu svjetski poznatih rock hitova i soul-like klasika. S RMC-om radi preko sedam godina, pored ostalih i sa svjetski poznatim umjetnicima kao što su: Alice Cooper, Steve Lukather (Toto), Paul Rodgers, Ian Gillan, Midge Ure (Ultravox), Uriah Heep, Robin Beck, Lou Gramm (Stranac), Dan McCafferty (Nazareth), Joey Tempest (Europe), Steve Walsh (Kansas), Eric Bazilian (The Hooters), Chris Thompson (Manfred Mann’s Earth Band), Bonnie Tyler, Jimi Jamison (Survivor), Kim Wilde, i mnogi drugi.
Krešić je snimio album Liquid Home u čast svoje rodbine i rodne Tuzle.

## Vanjske poveznice
- Službene stranice  Arhivirana inačica izvorne stranice od 12. ožujka 2021. (Wayback Machine)
- Facebook
- Liquidhome  Arhivirana inačica izvorne stranice od 6. kolovoza 2020. (Wayback Machine)
- YouTube Rock Meets Classic
- Discogs